# ポール・ロビンソン (1979年生のサッカー選手)
ポール・ロビンソン（Paul William Robinson、 1979年10月15日 - ）はイングランド、 イースト・ライディング・オブ・ヨークシャー州ビバリー出身のサッカー選手。元イングランド代表。現役時代のポジションはゴールキーパー。

## 経歴
リーズ・ユナイテッドFCのアカデミーを経て1998年にプロデビューを果たす。2003-04シーズンにはスウィンドン・タウンFC戦でGKながらヘディングでプロ初ゴールを挙げた。しかしリーズ所属時には元イングランド代表のナイジェル・マーティンの影に隠れ、コンスタントに試合に出ることができなかった。
ところが、2004年にトッテナム・ホットスパーFCに移籍すると、才能が一気に開花。その活躍によりマンチェスター・ユナイテッドFCから高額のオファーを受けていたが、トッテナムと契約延長した。デビッド・シーマン現役時は第3GKに甘んじていたものの、シーマン引退後は抜群の反応力とセービング能力、安定感が評価され2006年にはイングランド代表においてディビッド・ジェームスを追いやり正GKの座を獲得。ドイツワールドカップでは全試合フル出場を果たし、ベスト8進出に貢献した。2007年3月17日、ワトフォードFC戦で、自陣後方からのフリーキックで前線に向けてロングキックを蹴ると、ボールは処理しようと前に出てきた相手ゴールキーパーの前で大きくバウンドして、相手ゴールキーパーの頭上を越えてゴールに入った。
2008年、トッテナムはPSVアイントホーフェンからブラジル代表のエウレリョ・ダ・シウヴァ・ゴメスを獲得。ロビンソンは構想外となり、出場機会を求めて7月25日にブラッド・フリーデルの後釜としてブラックバーン・ローヴァーズFCに移籍した。ブラックバーン移籍後は再び正GKとして活躍した。
南アフリカW杯では代表に選ばれなかった。2010年8月8日にハンガリー代表との親善試合のメンバーに選出されたが、出場を辞退し代表引退を表明した。
2016年1月、バーンリーFCに加入した。
2017年7月17日、現役引退を表明した。

## 代表歴

### 出場大会
- イングランド代表
  - 2006 FIFAワールドカップ

### 試合数
- 国際Aマッチ 41試合 0得点（2003年-2007年）[7]

| イングランド代表 | 国際Aマッチ | 国際Aマッチ |
| 年               | 出場        | 得点        |
| ---------------- | ----------- | ----------- |
| 2003             | 4           | 0           |
| 2004             | 5           | 0           |
| 2005             | 9           | 0           |
| 2006             | 14          | 0           |
| 2007             | 9           | 0           |
| 通算             | 41          | 0           |